# Cattedrale di Nostra Signora d'Arabia
La cattedrale di Nostra Signora d'Arabia è una cattedrale cattolico-romana della città di Awali, in Bahrein, e dal 2021 è sede del vicario apostolico dell'Arabia settentrionale.

## Storia
Il rito della benedizione della prima pietra della nuova cattedrale, dedicata a Nostra Signora d'Arabia, si è tenuto il 31 maggio 2014, durante la celebrazione eucaristica presso la chiesa di Nostra Signora della Visitazione ad Awali, Bahrein. Il celebrante principale è stato l'arcivescovo Petar Rajič, nunzio apostolico nella penisola arabica, concelebranti il vescovo Camillo Ballin, vicario apostolico dell'Arabia del nord, e il clero del vicariato apostolico.
La prima pietra, presa dalla basilica di San Pietro in Vaticano, è un dono di papa Francesco. Si tratta di un mattone già posto nella Porta Santa della basilica di San Pietro alla fine dell'anno santo straordinario 1983-1984 ed estratto in occasione dell'apertura della stessa porta da Giovanni Paolo II all'inizio del Grande Giubileo del 2000.
La cattedrale sorge su un terreno di 9.000 metri quadrati donato dal re del Bahrein, lo sceicco Hamad bin Isa Al Khalifa, l'11 febbraio 2013, memoria della Madonna di Lourdes. È stata dedicata il 10 dicembre 2021 dal cardinale Luis Antonio Tagle, prefetto della Congregazione per l'evangelizzazione dei popoli.
Grande fu il lavoro di monsignor Camillo Ballin - scomparso la notte di Pasqua del 2020 - primo vicario apostolico dell'Arabia settentrionale, nominato nel 2011 da papa Benedetto XVI, che gli aveva affidato la guida delle comunità cattoliche in Arabia Saudita, Kuwait, Qatar e Bahrain. Ballin morì a causa di una malattia che lo aveva consumato in breve tempo, ma la relazione e la stima ottenuta dall'attuale re del Bahrein, Hamad bin Isa Al Khalifa, è stata la sua eredità: il sovrano decise di sostenere la costruzione della Cattedrale di Nostra Signora d'Arabia, appoggiando il progetto lanciato dal vicario e donando i 9.000 metri quadrati di terreno su cui costruire il luogo di culto.
La cattedrale di Awali, la cui posa della prima pietra risale al 31 maggio 2014, ha una capienza di 2.300 posti, ha due cappelle e due grandi sale e appositi spazi per le confessioni. Strutturalmente, la sua forma richiama a una tenda e vuole ricordare quella nella quale, secondo l'Antico Testamento, Mosè incontrava il popolo ebraico, riferisce l'associazione Aiuto alla chiesa che soffre International, che ha sostenuto diverse tappe del progetto. La costruzione dell'edificio di culto - con l'immagine di Nostra Signora d'Arabia incoronata con in mano un rosario e Gesù Bambino - segna un grande passo avanti nei rapporti Chiesa-Stato ed è anche una testimonianza del numero sempre crescente di cattolici nella regione, aggiunge la Fondazione Pontificia. Nella penisola arabica, fino ad ora, solo cinque chiese formalmente designate accolgono i cattolici.
L'architetto Mattia Del Prete e il suo team si sono avvalsi della consulenza artistica di Kiko Argüello ed hanno realizzato una pregevole sintesi delle più belle novità elaborate nel corso degli anni dalla "Nuova Estetica" del Cammino neocatecumenale: una grande cupola dorata che fa presente il cielo, la corona misterica in cui fogli d'oro zecchino circondano i dipinti e li uniscono in una striscia ininterrotta di luce, l'uso di un nuovo tipo di vetrate moderne, simboliche, con tratti geometrici, l'altare centrale, i rivestimenti in marmo esterni ed interni realizzati in travertino paglierino romano, pietra serena, Giallo Siena, Rosso Verona, marmo di Carrara.
L'estetica della nuova chiesa presenta due caratteristiche fondamentali: la costruzione a pianta centrale, ottagonale, che permette la pienezza della vita liturgica comunitaria sviluppantesi intorno all'altare, e il recupero delle icone della tradizione ortodossa: «Noi vorremmo recuperare le figure, recuperare l'unità tra Oriente e Occidente. [...] In Oriente l'iconografia non è un elemento accessorio, un ornamento fine a sé stesso, ma è parte integrante e essenziale della liturgia: è un annuncio, l'annuncio di Gesù Cristo. Tutte le grandi chiese orientali sono ricche di icone, e all’inizio di ogni divina liturgia, cioè dell'eucaristia, c'è l'incensazione delle icone, le quali sono l'annuncio della realtà del cielo. L'oro che abbonda nelle icone, nello sfondo, nelle decorazioni, nelle immagini, significa l'annuncio di una realtà celeste». A partire dalle icone, Kiko Argüello ha ideato quella che ha chiamato una "corona misterica": uno spazio circolare alla base della cupola, interamente affrescato, con riquadri che illustrano gli episodi salienti della vita di Gesù e annunciano il suo ritorno trionfante: «Le immagini della corona misterica vogliono colpire lo spirito dei fedeli che le contemplano. Esse hanno come fine quello di aiutare l’uomo a elevare il proprio spirito verso Dio».
Tutti gli arredi di legno e di marmo sono stati realizzati da aziende italiane. Iniziati nel 2018, i lavori si sono conclusi pochi anni dopo e Nostra Signora d'Arabia è stata inaugurata domani 10 dicembre 2021.
Ḥamad bin ʿĪsā Āl Khalīfa, che ha regalato al Papa un modello in metalli preziosi del progetto vincitore, apprezzando la bellezza della chiesa, ha concesso la posa di una croce.

## Visita del papa in Bahrein
Il 4 novembre 2021 papa Francesco è stato nella Cattedrale di Nostra Signora d'Arabia, dove alle 17:45 era in programma un incontro ecumenico e la preghiera per la pace. Il Papa ha pronunciato un discorso, quindi l'evento si è concluso con il canto della Preghiera della Pace di San Francesco.
Francesco è il primo pontefice a recarsi nel Regno del Bahrein - con il quale la Santa Sede ha iniziato le relazioni diplomatiche nel 2000 - invitato dalle autorità civili ed ecclesiali. Si tratta del 58º Paese visitato da papa Francesco. Al seguito del Papa i cardinali Pietro Parolin, segretario di Stato; Luis Antonio Tagle, pro-prefetto del Dicastero per l'Evangelizzazione; Leonardo Sandri, prefetto del Dicastero per le Chiese Orientali; Miguel Ángel Ayuso Guixot, prefetto del Dicastero per il Dialogo Interreligioso; Kurt Koch, prefetto del Dicastero per la Promozione dell'Unità dei Cristiani, e ancora monsignor Edgar Peña Parra, sostituto della segreteria di Stato per gli Affari generali, e monsignor Paul Richard Gallagher, segretario per i Rapporti con gli Stati e le Organizzazioni Internazionali.
È stato progettato un apposito logo per la visita, costituito dalle bandiere del Regno del Bahrein e della Santa Sede, rappresentate in forma stilizzata, come due mani aperte verso Dio, a simboleggiare anche l'impegno dei popoli e delle nazioni a incontrarsi in spirito di apertura, senza pregiudizi, "come fratelli e sorelle". Il frutto dell'incontro fraterno è il dono della pace, simboleggiato da un ramo d'ulivo. La scritta "Papa Francesco" era di colore blu per indicare che il viaggio è affidato all'intercessione della Beata Vergine Maria, venerata con il titolo di Nostra Signora d'Arabia, in particolare nell'omonima cattedrale, costruita su un terreno donato dal Regno alla Chiesa cattolica, consacrata il 10 dicembre del 2021. Proprio in tale occasione il Papa aveva indirizzato una lettera, consegnata dal cardinale Tagle, al re che aveva risposto esprimendo «il suo grande desiderio di vedere un giorno il Pontefice in Bahrein».